# Amolops wuyiensis
Amolops wuyiensis és una espècie de granota que habita a la República Popular de la Xina que està amenaçada d'extinció per la pèrdua del seu destrucció de l'hàbitat natural.